# میرزا علی‌نقی‌خان حکیم‌الممالک
میرزا علی‌نقی‌خان حکیم‌الممالک (درگذشته ۱۳۲۱ قمری) همچنین ملقب به مشاورالسلطان و معروف به والی پزشک، نویسنده، مترجم و دولت‌مرد دوره قاجار و از نزدیکان ناصرالدین شاه بود.

## زندگی
پدربزرگ او میرزا ملابابا کلیمی اصفهانی و پدرش آقا اسماعیل جدیدالاسلام بود. آقا اسماعیل از رجال دربار و پیشخدمت‌ باشی سلام و رئیس تشریفات مراسم سلام فتحعلی‌شاه، محمدشاه و ناصرالدین‌شاه بود که از خانواده یهودی بودند که به اسلام گرویده بودند و به همین دلیل جدیدالاسلام نامیده میشدند. میرزا علی‌نقی نیز در شانزده سالگی به پیشخدمت حضوری رسید. او در دارالفنون به تحصیل پرداخت و از فارغ‌التحصیلان اولین دوره پزشکی دارالفنون بود.
او عضو هیاتی بود که در سال ۱۲۷۲ قمری به سرپرستی فرخ خان امین‌الدوله (سفیر فوق‌العاده ایران در انگلستان و فرانسه) برای انجام مذاکراتی که به عقد عهدنامه پاریس انجامید، به فرانسه رفتند و در این مأموریت سمت نیابت دوم سفارت را داشت. اما از آن جا که شوق بسیاری به ادامه تحصیل داشت، با صلاحدید میرزا آقاخان نوری از امور اداری کناره گرفت و به فراگیری طبابت و کارآموزی در بیمارستان‌های پاریس پرداخت. پس از چند سال با اخذ دیپلم پزشکی به ایران بازگشت و پزشک مخصوص ناصرالدین‌شاه شد.
در سال ۱۲۸۴ قمری و با شیوع وبا، به همراه دکتر تولوزان مأمور رسیدگی به امور بهداشتی پایتخت شد.
او به عنوان پزشک مخصوص و پیشخدمت ، یکی از نزدیکان همیشگی ناصرالدین‌شاه بود و ناصرالدین‌شاه را در بسیاری از سفرهایش همراهی کرد. در سفر خراسان به سال ۱۲۸۴ قمری مأمور نوشتن سفرنامه شاه شد و در همین سفر لقب «حکیم‌الممالک» گرفت. در سفرهای ناصرالدین‌شاه به گیلان (۱۲۸۶ ق) عتبات (۱۲۸۷ ق) و سفرهای اول و دوم شاه به اروپا حضور داشت. در سفر اول موقتاً به منصب ایشیک آقاسی (رئیس تشریفات) ارتقا یافت و در طول بازدیدهای سلطنتی چندین نشان افتخار از دربارهای اروپایی دریافت کرد.
در سال ۱۲۸۸ قمری «ناظم دفترخانه مبارکه» شد و در سال ۱۲۹۲ قمری ریاست «اداره ملبوس نظام» و «مخزن تدارکات سپاه» به او واگذار شد.
در صفر ۱۲۹۳ قمری به حکومت بروجرد و عراق عجم منصوب شد. در صفر ۱۲۹۶ قمری پس از بازگشت از سفر دوم شاه به اروپا، بار دیگر حاکم عراق عجم گشته و ریاست سپاه ولایت خمسه هم به او واگذار شد و رتبه «میرپنجی» دریافت کرد. در سال ۱۲۸۹ قمری به وزارت معادن و عضویت دارالشوری کبری منصوب شد، اما در رمضان همان سال مورد غضب ناصرالدین‌شاه واقع شده و معزول گردید.
در سال ۱۳۰۲ قمری برای بار سوم حاکم عراق عجم شد. در سال ۱۳۰۶ قمری حکومت گلپایگان، خوانسار و کمره به او واگذار گردید و در جمادی‌الاول ۱۳۰۹ قمری برای چهارمین بار حاکم عراق عجم شد. در این مأموریت لقب «والی» گرفت.
در سال ۱۳۱۰ قمری به حکومت ثلاث (ملایر، تویسرکان و نهاوند) منصوب شد. در زمان مظفرالدین‌شاه به سال ۱۳۱۵ قمری به عنوان کارپرداز به بغداد رفت. آخرین منصب او حکومت قم از سال ۱۳۱۷ تا ۱۳۲۰ قمری بود.
حکیم‌الممالک در ۱۹ محرم سال ۱۳۲۱ قمری در حدود هشتادسالگی در تهران درگذشت.
حکیم‌الممالک روستای چاهک را در شرق تهران که از املاک میرزا محمد لواسانی وزیر بود خریداری کرده و پس از اقدامات عمرانی از قبیل احداث باغ و قنات آن را حکیمیه نامید که در حال حاضر یکی از محلات شرق تهران است و با همین نام شهرت دارد.

## آثار
حکیم‌الممالک علاوه بر نگارش سفرنامه ناصرالدین‌شاه به خراسان، مترجم یکی از تالیفات یاکوب ادوارد پولاک به فارسی است. او این ترجمه را به زبده‌الحکمه موسوم کرد. حکیم‌الممالک همچنین یکی از نویسندگان روزنامه‌های دولتی زمان ناصرالدین‌شاه بود. از این رو یکی دیگر از آثاری که به او نسبت داده می‌شود، داستانی با سبکی شبه مدرن به نام «درک بهار» است که در شماره‌های ۱۸ تا ۲۰ روزنامه ملت سنیه ایران (ذی‌الحجه ۱۲۸۴ تا صفر ۱۲۸۵) به نام او به چاپ رسیده‌است. هرچند ادوارد براون نویسنده تاریخ ادبی ایران نویسنده واقعی این داستان را ناصرالدین‌شاه می‌داند. به نوشته براون:
«نویسنده این روزنامه، ناصرالدین شاه خودش بوده‌است. اگرچه شاه به شوخی آن را منتسب به حکیم‌الممالک می‌کرده و به امضای مشارٌ‌الیه انتشار می‌یافته‌است. به هر حال سه شماره از این روزنامه منتشر شده‌است و هر سه به قلم ناصرالدین‌شاه نگارش یافته‌است. در یک شماره احساسات جوانی بیان شده‌است که در یک صبحدم نوبهار به قصد تمتع و التذاذ از فصل بهار از خانه بیرون می‌آید، در شماره دیگر احساسات پیرمردی بیان شده‌است که وی نیز از بهار برخوردار می‌شود، در سومی معراج حکیم‌الممالک حکایت شده‌است که چگونه از کفر به ایمان هدایت یافته و سخن قطع شده‌است. این سه ورقه (شماره) بسیار خنده‌آور می‌باشد. اطلاعات اخیر از یک نامه جناب آقای اعتمادالسلطنه استخراج شده‌است.»
این اثر در بهار ۱۳۸۵ از سوی مؤسسه مطالعات تاریخ معاصر ایران با عنوان «حکایت پیر و جوان» به چاپ رسید. در این چاپ نیز ناصرالدین شاه به عنوان نویسنده اثر معرفی شده است.

## در نگاه دیگران
حکیم‌الممالک مانند پدرش آقا اسماعیل یکی از رجال مورد احترام و درستکار دربار قاجار است. برای نمونه حاج سیاح که او را در دوران حکومتش در عراق عجم ملاقات کرده‌است، دربارهٔ او چنین می‌گوید:
«جناب حکیم‌الممالک به نوعی با مردم به مهربانی و خوبی سلوک کرده بود که مردم تعجب می‌کردند. زیرا حکام را همیشه جز درنده‌ای ندیده بودند. حکیم‌الممالک مدرسه‌ای برای ایتام و اطفال بی‌کس دایر کرده معاش می‌داد و تعلیم می‌شدند. خودش به عیادت مریضان و معالجه ایشان مجانا می‌پرداخت.»
دکتر فوریه در کتاب سه سال در دربار ایران دربارهٔ ملاقاتی با حکیم‌الممالک در نزدیکی قم می‌نویسد:
«در میان راه حاکمی سوار با اسب با یک عده سوار مجلل رسید. چون نزدیک آمد قیافه خوش‌نمای حکیم‌الممالک را شناختم. از این حسن تصادف و از اینکه یکی از همکاران با محبت و دوست داشتنی خود را در اینجا یافته‌ام، کمال مسرت به من دست داد. حکیم‌الممالک در همان ایامی که یحیی خان در فرانسه تحصیل می‌کرد، در آنجا به تکمیل معلومات مشغول بوده و هر دو آن‌ها زبان فرانسه را به خوبی یادگرفته‌اند و از منبع مهر و محبت و مناعت و از خودگذشتگی مخصوص فرانسه بهره‌ای وافر برده‌اند. حکیم‌الممالک بعد از بیرون آمدن از مدرسه متوسطه به کار تحصیل طب پرداخته و طبیب بیرون آمده‌است، ولی این هنر چندان به سعادت و اقبال او کمک نکرده، چه اگر شاه غیر از طبابت شغل دیگری به او در دربار یا در ولایات رجوع کرده بود، گذران زندگی او دچار اختلال می‌شد. با این حال بازهم همه وقت کار او از این بابت خوب بود.»
محمدحسن خان اعتمادالسلطنه در کتاب خلسه او را از کنایات و انتقادات خویش در امان نگذاشته و به این شرح معرفی می‌کند:
«میرزا علی‌نقی حکیم‌الممالک پسر حاج اسمعیل مردی است طبیب و امینی حبیب، رفیقی شفیق و مهربان و نزدیک به دل و خوش زبان. چنان‌که در تملق و مداهنه مشهور است و اسمش در طومار خوش گویان مذکور. برای خدمتگزاری هر کسی از اعلی تا ادنا و برای هر خدمت از علیا تا سفلی حاضر است. از جاروکشی تا رتبه امارت و مقام صدارت هرچه به او رجوع شود حرفی ندارد و آن کار به وجهی می‌گذارد. دشمن‌ترین مردم به شخص وی خود اوست، چه از بی‌مبالاتی به قدری کارش تو در تو است که با مواجب گزاف و دخل کلی هرگز نشده‌است که چیزی داشته باشد. در تحصیل نقود در هر راه می‌دود و هر کاری می‌کند که با وجود این اغلب گرسنه و پریشان است و احتیاج او را به انجام کارهای ناشایسته وامی‌دارد. از بیچارگی برخلاف آداب و رسوم انسانیت راه می‌رود و هر بیوه زن متمولی را برای خوردن مال خواستگار است و هر یتیم و بیمار بامکتنی را پدر و پرستار.»

## خانواده
آقا رضا خان اقبال‌السلطنه عکاس معروف دوره قاجار برادر حکیم‌الممالک است. حکیم‌الممالک چهارده فرزند، نه دختر و پنج پسر، داشت. یکی از دختران او با عبدالعلی سپهر ملقب به مورخ‌السلطنه ازدواج کرد که پسر آن‌ها احمدعلی سپهر (مورخ‌الدوله) نویسنده و سیاستمدار اواخر دوره قاجار و پهلوی است. دختر دیگرش با میر سید محمد فرخ ازدواج کرد که مهدی فرخ فرزند آن‌ها است. سایر دختران نیز با امیرسیف‌الدین میرزا جهانبانی (پدر محمدحسین جهانبانی)، فاخرالدوله سمیعی، میرزا رضا خان مؤیدالسلطنه (گرانمایه)، میرزا جعفرخان یمین‌الممالک (اسفندیاری)، حاج آقا مصطفی پسر آقا محسن عراقی، و سید شمس‌الدین سجادی (پسر دیگر آقامحسن) ازدواج کردند. آخرین دختر او عفت‌الدوله بود که همسر عبدالله امیرعلائی شد. 
پسران او به شرح زیر بودند:
1. میرزا رحیم فرزانه
2. ابراهیم فرزانه، پس از پدرش لقب حکیم‌الممالک دریافت کرد.
3. اسماعیل فرزانه، ملقب به دبیرالممالک
4. حسن فرزانه، عضو وزارت خارجه و استاندار گیلان
5. سرلشکر حسین فرزانه